# Visual Arts (компанія)
Visual Arts (яп. 株式会社ビジュアルアーツ, Kabushikigaisha Bijuaru Ātsu), раніше Visual Artist Office (яп. ビジュアルアーティストオフィス, Bijuaru Ātisuto Ofisu), - японська видавнича компанія, що спеціалізується на виданні та розповсюдженні візуальних романів для великого списку розробників ігор. Компанія Visual Arts розробила ігрові движки, які в даний час використовують їхні бренди, включаючи поточний движок, який називається Siglus, та старіші двигуни RealLive та AVG32. Visual Arts також займається продажем та розповсюдженням цих ігор. Опубліковані ігри в основному призначені для чоловічої аудиторії, хоча вони також публікують ігри, орієнтовані також на жінок. Вони добре відомі публікацією ігор студії Key, таких як відомі візуальні романи Kanon, Air та Clannad.
Компанія створила новий тип візуального роману, який називається кінетичним романом, де, на відміну від візуальних романів, де гравцеві періодично дають вибір, вибору взагалі немає, і гравець спостерігає за прогресом гри, ніби це фільм. Однією з ігор Key під назвою Planetarian: The Reverie of a Little Planet стала перша гра, створена під назвою кінетичний роман. Окрім ігор, Visual Arts також випускає музичні компакт-диски для музики відеоігор. Серед артистів, що продаються під цим лейблом, варто відзначити I've Sound.
Visual Arts також займається портуванням ігор, які вони раніше публікували, щоб їх можна було відтворювати на мобільних телефонах. Prototype керує цією частиною Visual Arts, відомою як Visual Arts Motto (яп. ビジュアルアーツ★Motto, Bijuaru Ātsu★Motto). 26 жовтня 2007 року компанія Visual Arts запустила вебжурнал під назвою Visualstyle. У липні 2008 року компанія Visual Arts запустила канал YouTube під назвою Visual Channel, де розміщуються відеоролики, пов’язані з іграми та компаніями Visual Arts.

## Компанії-партнери

### Ігрові бренди
| - - 13 cm - Amedeo - Anfini - B_Works - Bonbee! - Catwalk - Concept - Dress - E.G.O. - Elysion | - - Flady - Frill - Garden - G-clef - Ham Ham Soft - Hadashi Shōjo - Hayashigumi - Image Craft - Issue - Jidaiya - Key - KineticNovel | - - Kur-Mar-Ter - KuroCo - Lapis Lazuli - LimeLight - Mana - Miss Chifu - Moe. - Ningyou Yuugisya - Ocelot - OPTiM - Pass Guard - Pekoe | - - Playm - Radi - Realdeal - Rex - Rio - Saga Planets - Sirius - Spray - Studio Mebius - Tone Work's - Zero - Zion |

### Музика
| - - Cure Records - fripSide - I've Sound - Key Sounds Label - OTSU - Queens Label |

### Більш не існуючі
| - Akiko - Akumi - Craftwork - Culotte - D-XX - Giant Panda - Harvest | - - Kamen Shōkai - Manbō Soft - Miyabi - Otherwise - Ram - Tamachadō - Words |

## Зовнішні посилання
- Офіційний сайт (in Japanese)
- Visual Arts product website [Архівовано 1 квітня 2007 у Wayback Machine.] (in Japanese)
- Visual Arts Motto official website [Архівовано 13 жовтня 2006 у Wayback Machine.] (in Japanese)
- Visual Channel [Архівовано 7 березня 2009 у Wayback Machine.] at YouTube (in Japanese)
- VA Bunko official website [Архівовано 24 березня 2013 у Wayback Machine.] (in Japanese)